# تامی رابینسون
استیون کریستوفر یاکسلی-لنون معروف به تامی رابینسون فعال راست افراطی بریتانیا است. او رهبر سابق و از بنیان‌گذاران گروه راست افراطی لیگ دفاع از بریتانیا است. وی همواره برای نظریات جنجالی خود در مورد مسلمانان به‌خصوص مسلمانان مهاجر مورد توجه رسانه‌ها بوده است. رابینسون دو کتاب در نقد دین اسلام منتشر کرده است. او بخاطر رفتار سیاسی تحریک کننده و نژادپرستانه چندین بار توسط پلیس بریتانیا بازداشت شده است.
تامی رابینسون در سال ۲۰۲۱ اعلام ورشکستگی با دو میلیون پوند بدهکاری کرد. اعتراف او به خرج کردن مقادیر زیادی پول در قمار، و درخواست همزمان کمک مالی از هوادارانش باعث انتقادات از او شد.

## سوابق کیفری
تامی رابینسون در سال ۲۰۱۱ به دلیل رفتار تهدیدآمیز و توهین‌آمیز در جریان یک درگیری پس از بازی فوتبال، در دادگاه محکوم شد و با ممنوعیت از حضور در مسابقات فوتبال روبرو شد. او در سال ۲۰۱۲ نیز به دلیل ورود غیرقانونی به آمریکا با استفاده از گذرنامه دوستش زندانی شد.
تامی رابینسون در سال ۲۰۱۴ به دلیل تخلف در ارتباط با وام مسکن به ۱۸ ماه زندان محکوم شد. همچنین در سال‌ ۲۰۱۷ به اتهام مربوط به سرپیچی از حکم دادگاه روبرو شد. در سال ۲۰۱۹ در پرونده‌ای دیگر در ارتباط با گروه‌های تبهکار، ‌۹ ماه زندانی شد. او با اتهامات دیگری مانند همراه داشتن مواد مخدر و رفتار تهدیدآمیز هم روبرو بوده است.
رابینسون در سال ۲۰۱۸ به اتهام اختلال در روند محاکمهٔ متهمان به تجاوز جنسی به دختران در هادرزفیلد دستگیر و زندانی شد.
در ژوئیه ۲۰۲۴ قاضی دادگاهی که قرار بود به یک پرونده حقوقی مهم علیه تامی رابینسون رسیدگی کند پس از اطلاع از خروج او از بریتانیا حکم جلب او را صادر کرد.

## دیدگاه‌های افراطی
تامی رابینسون با وجود سوابق کیفری و جنجال‌های بسیار، هواداران و پیروان زیادی دارد. دیدگاه‌های افراطی منجر به ممنوعیت فعالیت‌ در شبکه‌هایی مانند توییتر و فیس‌بوک شده‌است. او حضور فعالی در رسانه‌های راست افراطی دارد. او در نگارش دو کتاب همکاری داشته است. دشمن دولت زندگی‌نامه خود او و دیگری کتابی درباره قرآن است که به خاطر آن به اسلام‌ستیزی متهم شده است. او چندین راهپیمایی بزرگ درباره مسائلی مانند مهاجرت، اسلام و هویت ملی در جامعه بریتانیا را سازماندهی کرده است.
احزاب و رهبران سیاسی راست افراطی بریتانیا با وجود ایده‌های مشترک، ارتباط محطاتانه‌ای با تامی رابینسون داشته‌اند. او در سال ۲۰۱۳ پس از دیدار با مو انصار (مفسر مسلمان بریتانیایی) در جریان ساخت مستند وقتی تامی با مو دیدار کرد در بی‌بی‌سی، با ابراز نگرانی از خطرات مربوط به افزایش تندروی در جریان راست افراطی از گروه لیگ دفاع از انگلستان جدا شد.
نایجل فراژ یکی از دلایل اصلی کناره‌گیری خوداز عضویت حزب یوکیپ را افزایش ارتباط حزب با تامی رابینسون عنوان کرد. فراژ او و هوادارانش را به اوباشگری متهم کرد. با وجود این روابط سیاستمداران راست افراطی ارتباط خود با تامی رابینسون حفظ کرده‌اند. برای نمونه در انتخابات ۲۰۲۴ بریتانیا تامی رابینسون، با وجود اختلاف نظرهای قبلی، از نایجل فاراژ و حزب او حمایت کرد.

## گلسا قمری
گلسا قمری سیاستمدار کانادایی ایرانی‌تبار در ژوئن ۲۰۲۴ به دلیل دیدار با تامی رابینسون از فراکسیون حزب محافظه‌کار پیشروی انتاریو اخراج شد.